# Passeroidea
A Passeroidea a madarak osztályának verébalakúak (Passeriformes) rendjén belül a verébalkatúak (Passeri) alrendjének egyik öregcsaládja.

## Rendszerezés
Az öregcsaládba az alábbi családok tartoznak:
- Peucedramidae - 1 faj
- szürkebegyfélék (Prunellidae) - 13 faj
- Urocynchramidae - 1 faj
- szövőmadárfélék (Ploceidae) - 119 faj
- vidafélék (Viduidae) - 20 faj
- díszpintyfélék (Estrildidae) - 142 faj
- verébfélék (Passeridae) - 42 faj
- billegetőfélék (Motacillidae) - 67 faj
- pintyfélék (Fringillidae) - 174 faj
- sarkantyússármány-félék (Calcariidae) - 6 faj
- Rhodinocichlidae - 1 faj
- sármányfélék (Emberizidae) - 44 faj
- verébsármányfélék (Passerellidae) - 134 faj
- Phaenicophilidae - 4 faj
- csirögefélék (Icteridae) - 113 faj
- újvilági poszátafélék (Parulidae) - 131 faj
- Zeledonidae - 1 faj
- Teretistridae - 2 faj
- Mitrospingidae - 4 faj
- kardinálispintyfélék (Cardinalidae) - 51 faj
- tangarafélék (Thraupidae) - 240 faj
- Nesospringidae - 1 faj
- Spindalidae - 4 faj
- Calyptophilidae - 2 faj

- fokföldi mézevőfélék (Promeropidae) – 5 faj
- virágjárófélék (Dicaeidae) – 48 faj
- nektármadárfélék (Nectariniidae) – 128 faj
- tündérkékmadár-félék (Irenidae) - 2 faj
- levélmadárfélék (Chloropseidae) – 11  faj